# Lucia Recchia
Lucia »Lucy« Recchia-Wieser, italijanska alpska smučarka, * 8. januar 1980, Rovereto, Italija.
Nastopila je na treh olimpijskih igrah, najboljšo uvrstitev je dosegla leta 2010 s sedmim mestom v superveleslalomu, ob tem se je še dvakrat uvrstila v deseterico. Na svetovnih prvenstvih je nastopila štirikrat in leta 2005 osvojila srebrno medaljo v superveleslalomu. V svetovnem pokalu je tekmovala štirinajst sezon med letoma 1998 in 2012 ter dosegla eno zmago in še eno uvrstitev na stopničke, obe v superveleslalomu. V skupnem seštevku svetovnega pokala je bila najvišje na 25. mestu leta 2005, ko je bila tudi osma v superveleslalomskem seštevku.